# Thomas Petersson (Bischof)

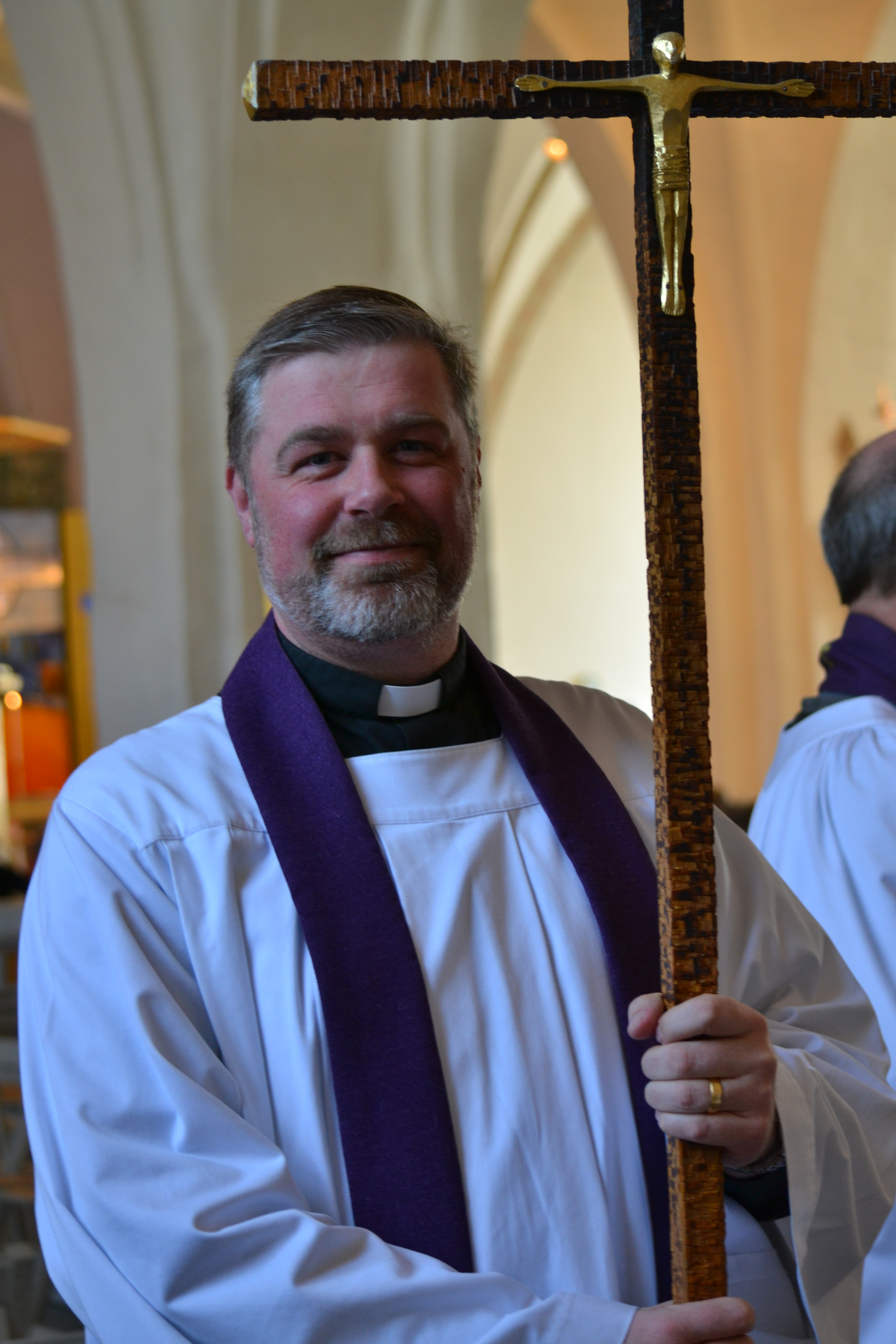
Thomas Petersson (2013)

Thomas Petersson (* 8. April 1968 in Motala, Schweden) ist ein ehemaliger schwedischer lutherischer Geistlicher. Von 2018 bis 2022 war er Bischof von Visby.
Petersson wurde 1992 durch Martin Lönnebo für das Bistum Linköping ordiniert. Seine ersten Pfarrstellen hatte er in Söderköping und Linköping inne; ab 2006 war er Pfarrer der Schwedischen Victoria-Gemeinde in Berlin. 2011 wurde er zum Dompropst im Bistum Växjö bestellt.
Am 3. Juni 2018 empfing er durch Erzbischöfin Antje Jackelén die Bischofsweihe für das Bistum Visby. 
Im Januar 2022 entzog der Ausschuss für die Verantwortung von Bischöfen in der Schwedischen Kirche (Svenska kyrkans ansvarsnämnd för biskopar) Petersson mit sofortiger Wirkung die mit der Ordination verbundenen Rechte („avkragning“). Grund war eine mehrjährige außereheliche Beziehung zu einer Angestellten des Bistums, wodurch Petersson gegen sein Ordinationsversprechen verstoßen hatte. Zur Absetzung eines amtierenden Bischofs war es in der Schwedischen Kirche zuletzt 1954 im Falle von Dick Helander gekommen.